# Clap skate

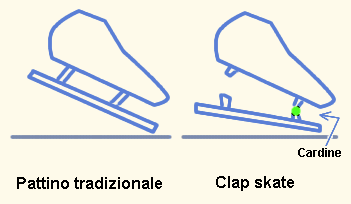
Confronto tra pattini tradizionali e clap

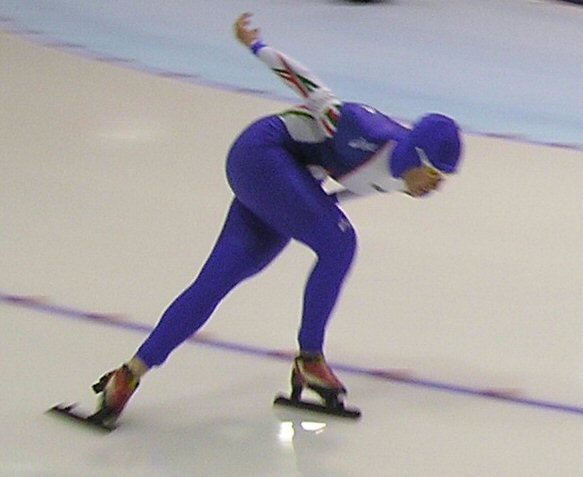
Pattinatrice che compete con i clap skates

I Clap skates (detti anche clapskates, slap skates o slapskates, dall'olandese klapschaats) sono un tipo di pattini da ghiaccio usati nel pattinaggio di velocità. Contrariamente ai pattini tradizionali, dove la lama è fissata allo scarponcino, i clap skates hanno la lama attaccata solo tramite un cardine posto sulla parte anteriore della suola. Questo permette alla lama di restare più a lungo a contatto con il ghiaccio e quindi uno slancio più lungo. Inoltre rende il movimento più naturale, distribuendo quindi l'energia della gamba in modo più efficiente.
I clap skates vennero sviluppati alla Facoltà di Scienze del Movimento Umano della Vrije Universiteit di Amsterdam, sotto la direzione di Gerrit Jan van Ingen Schenau, anche se l'idea del clap skate è molto più antica; sono noti alcuni progetti risalenti ai primi anni del XX secolo.
I clap skates vennero introdotti per la prima volta nella stagione 1984/1985, ma l'idea non venne seriamente presa in considerazione fino agli anni 1990. Nella stagione 1996/1997 la squadra femminile olandese iniziò a usare i clap skates con grande successo. Il resto del mondo del pattinaggio le seguì subito, provocando un'ondata di record mondiali nelle stagioni successive, compresi i XVIII Giochi olimpici invernali del 1998, disputati a Nagano (Giappone).
Oggi tutti i pattinatori di alto livello usano i clap skates.

## Storia
L'idea per questo tipo di pattino venne illustrata e registrata per la prima volta nel 1894 da Karl Hannes, di Raitenhaslach, Burghausen. Venne poi riscoperta da Gerrit Jan van Ingen Schenau, che iniziò a lavorare sulla sua applicazione al pattinaggio di velocità nel 1979, creando un primo prototipo nel 1980 e finendo la sua tesi di dottorato sull'argomento nel 1981: sosteneva che l'atleta avrebbe beneficiato dal movimento più lungo del pattino sul ghiaccio, permettendo al muscolo del polpaccio di rendere più potente lo slancio. Il cardine venne perfezionato grazie alla collaborazione con Viking. Nel 1985, Ron Ket fu il primo a essere cronometrato ufficialmente mentre utilizzava i clap skates, percorrendo 500 metri a Jaap Eden baan in soli 40,65 secondi, un risultato molto promettente. Nel febbraio del 1986, Henk Gemser, che stava allenando la squadra nazionale danese di pattinaggio di velocità, espresse la volontà di iniziare a impiegare i clap skates, ma la cosa non andò oltre. Nella stagione 1986/1987 un piccolo numero di pattinatori di maratona aveva intenzione di usare i clap skates durante le competizioni, ma il loro utilizzo venne proibito nelle competizioni ufficiali a causa del rischio maggiore in caso di cadute. I pattinatori Ids Postma, Bart Veldkamp e Rintje Ritsma, che in seguito sarebbero diventati i pattinatori di velocità danesi più importanti, rimasero poco impressionati dal nuovo tipo di pattini.
Durante la stagione 1994/1995, undici pattinatori provenienti dall'Olanda meridionale nella categoria 14-18 anni iniziarono ad usare i clap skates in gara. Gli atleti dimostrarono in media il 6,25% di miglioramento nei loro tempi, mentre i pattinatori che usavano i soliti pattini migliorarono solo del 2,5%. Dieci di loro si piazzarono nel campionato nazionale.
Nella stagione 1996/1997, l'uso dei clap skates impennò e nel 1997 Tonny de Jong fu la prima atleta a vincere i campionati europei di pattinaggio di velocità indossando i clap skates, lasciando Gunda Niemann, la campionessa in carica, al secondo posto. Niemann sostenne che quel tipo di pattini era illegale e che avrebbe dovuto essere bandito. Negli anni seguenti i pattini iniziarono a dominare la scena del pattinaggio di velocità solo all-around ma venne proibito nelle gare di sprint.
Una ricerca completata nel 2001 ha dimostrato che la maggiore velocità dei clap skates non deriva dall'utilizzo del polpaccio per stendere la caviglia, come si pensava quando vennero inventati, ma dal fatto che il punto di rotazione si trova sul cardine e non sulla punta del pattino, facilitando il trasferimento di forza al ghiaccio.